# Магар (город)
Магар (ивр. מגאר или מע'אר‎, араб. المغار‎) — город в Северном округе Израиля. Его площадь составляет 19,810 дунамов. Магар получил статус местного совета в 1956 году, а с 2021 имеет статус города.

## История

### В древности
Магар был известен ещё в период Римской империи под названием «Зар». Множество оливковых рощ и старинные прессы для изготовления вина говорят о долгой истории сельского хозяйства в этом районе, в многочисленных пещерах найдены признаки древнего жилья. Современное название деревни происходит от арабского слова «пещеры».

### Османская империя
В 1596 году деревня появилась в налоговых списках Османской империи, где она зарегистрирована под названием «Магар-Хазур». В это время деревня имела чисто мусульманское население, состоящее из 169 семей. Они выплачивали налоги Османской империи на пшеницу, ячмень, оливковые деревья, стада коз, ульи, и пресс для маслин и винограда.
В XIX веке французский исследователь Виктор Герен нашёл деревню, которую он называл «Эль-Магар», уже достаточно большой, имеющей около 1200 жителей. Она была разделена на три квартала: мусульманский, христианский и друзский.
В 1881 году экспедиция «Фонда исследования Палестины» описывала Эль-Магар: «Большая каменная деревня, где проживает около 1100 мусульман, друзов и христиан, расположенная на склоне холма, с обширными оливковыми рощами на юге и западе деревни. Долгая весна и колодцы дают деревне хороший запас воды».

### Британский мандат
В переписи населения Палестины 1922 года, проведенной властями Британского мандата в Палестине, деревня Магар имела общую численность населения 1377 человек. Из них 265 человек были мусульманами, 676 друзами и 436 христианами. Все христиане относились к Римской католической церкви.

По переписи населения 1931 года, население деревни Магар (вместе с деревней Аль-Мансури) было в общей сложности 1733 человек, проживающих в 373 домах. Из них 307 человек были мусульманами, 549 христианами и 877 друзами.

### Государство Израиль
Во время операции Хирам, 29-31 октября 1948 года, деревня сдалась наступающей израильской армии. Многие жители бежали на север, но некоторые остались и не были изгнаны израильскими солдатами. В деревне были введены законы военного времени вплоть до 1966 года.

## Население
По данным Центрального статистического бюро Израиля, население на начало 2020 года составляло 22 957 человек.
Ежегодный прирост населения — 2,5 %.